# Кошари (станція)
Коша́ри — проміжна залізнична станція 5 класу Конотопської дирекції Південно-західної залізниці на лінії Конотоп — Ворожба.
Розташована в селі Гатка Буринського району Сумської області між станціями Путивль (18 км) та Ворожба (10 км).
На станції зупиняються поїзди далекого та місцевого сполучення.